# Ricardo Luna Mendoza
Víctor Ricardo Luna Mendoza (Lima, 19 de noviembre de 1940) es un diplomático, profesor e internacionalista peruano. Ejerció como ministro de Relaciones Exteriores del Perú durante el gobierno de Pedro Pablo Kuczynski, desde el 28 de julio del 2016 hasta el 9 de enero del 2018.

## Biografía

### Familia y estudios
Nacido en Lima, fue hijo de Ricardo Luna Vegas y Victoria Mendoza. Su padre, funcionario de las Naciones Unidas, fue hijo del coronel Ricardo Luna Mendiburu (1880-1930) y nieto del coronel Miguel Emilio Luna Peralta (1852-1883), héroe de la batalla de Huamachuco.
Realizó sus estudios superiores en la Universidad de Princeton, de la que se graduó de bachiller en Relaciones Internacionales con honores (1962), y en la Universidad de Columbia, de la que obtuvo una maestría (1964). Posteriormente, siguió estudios en la Academia Diplomática del Perú, de donde egresó con el primer puesto en la Licenciatura de Relaciones Internacionales (1966).

### Carrera diplomática
En 1967, ingresó al servicio diplomático como secretario, puesto con el que sirvió en la Cancillería (1967), Londres (1967-1970), Tel Aviv (1970-1971) y en la sede de Naciones Unidas en Ginebra, donde trabajó en proyectos de desarme y en el movimiento de los No Alineados, y actuó como jefe del departamento de Exteriores (1975-1977). 
Ascendido a consejero, fue destinado a Washington D. C. (1978) y luego nombrado jefe del gabinete del ministro de Relaciones Exteriores (1979), antes de servir en la sede de la Unesco, en Nueva York (1980), y en Quito (1987), como ministro consejero. 
En el grado de ministro fue destinado a la misión permanente de su país en las Naciones Unidas, donde actuó como representante adjunto en el Consejo de Seguridad durante el primer periodo como secretario general, de su coterraneo el embajador Javier Pérez de Cuéllar (1984-1985).
En 1986, fue ascendido a embajador y, al año siguiente, fue nombrado subsecretario de Asuntos Multilaterales de la Cancillería, puesto en el que permaneció hasta 1989 y desde el que estuvo vinculado al grupo de Apoyo a Contadora y el Grupo Rio para la pacificación de Centroamérica. 

#### Representante permanente ante la ONU
En 1989, fue designado representante permanente en las Naciones Unidas.

#### Embajador en Washington
En 1992, fue nombrado embajador del Perú en Estados Unidos, cargo en el que permaneció hasta 1999  y desde el que participó en las negociaciones de paz entre su país y Ecuador.

#### Embajador en Londres
En 2006, fue designado embajador del Perú en el Reino Unido, puesto en el que reemplazó a Luis Solari y permaneció hasta 2010.

#### Representante permanente ante la UNESCO
En julio de 2018, ya estando retirado de sus labores, fue nombrado como representante Permanente del Perú ante la Unesco.

## Ministro de Relaciones Exteriores del Perú

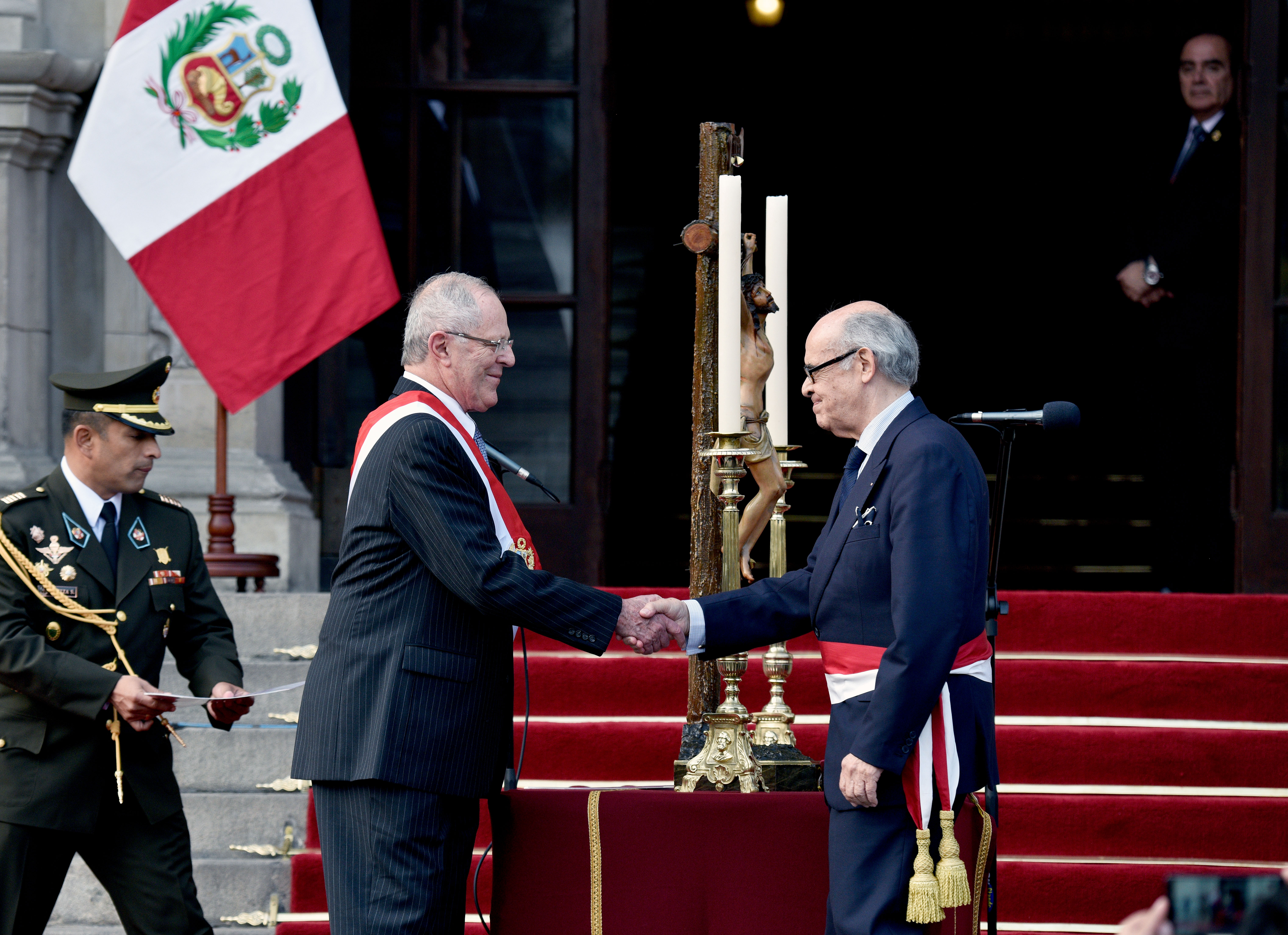
Ricardo Luna recibe el saludo del presidente Pedro Pablo Kuczynski luego de juramentar como Canciller de la República.

El 15 de julio de 2016, el presidente electo Pedro Pablo Kuczynski dio a conocer su nombramiento como primer ministro de Relaciones Exteriores del Perú de su gobierno.
El 28 de julio, durante la toma de mando, juró su cargo en una ceremonia realizada en el patio de honor del Palacio de Gobierno, al aire libre y a la vista del público. Sin embargo, su nombramiento fue cuestionado debido a que Luna estuvo relacionado con el cese de 117 diplomáticos ordenado por el gobierno de Alberto Fujimori en el golpe de Estado del 5 de abril de 1992.

## Actividad académica
Entre 1980 y 1981, fue fellow del Centro de Asuntos Internacionales de la Universidad de Harvard.
Desde el 2000 hasta el 2006 se dedicó a la actividad académica como profesor visitante en la Escuela Woodrow Wilson de Princeton, la Escuela de Asuntos Internacionales de Columbia, la Universidad de San Martín de Porres, la Universidad de Brown y la Escuela Fletcher de la Universidad Tufts. Además, se desempeñó como fellow del Instituto de Políticas en la Escuela Kennedy de Harvard.
Se ha desempeñado como profesor visitante del Centro Kluge de la Biblioteca del Congreso estadounidense, nuevamente en Princeton, en el Instituto de Estudios Políticos de París y en la Academia Diplomática del Perú.

## Publicaciones
- Peruvian Foreign Policy: A Diplomacy of Interdependence. 1985
- La política exterior del Perú post Guerra Fría: un marco conceptual. 1990
- El Perú en el mundo: posición y proyección. 1991
- El pensamiento internacional de Carlos García Bedoya. 1993
- Rethinking the Western Hemisphere Idea. 2002